# Boisset-les-Prévanches
Boisset-les-Prévanches es una pequeña localidad y comuna francesa situada en la región de Normandía, departamento de Eure, en el distrito de Évreux y cantón de Pacy-sur-Eure.

## Demografía
| 348 | 323 | 294 | 292 | 364 | 392 |
| Para los censos de 1962 a 1999 la población legal corresponde a la población sin duplicidades (Fuente: INSEE [Consultar]) |     |     |     |     |     |

## Lugares de interés
El castillo de Prévanches, edificado a finales del siglo XVI.